# 한로로
한로로 (2000년 11월 11일~, 본명: 한지수)는 대한민국의 싱어송라이터이다. 2022년 3월 싱글 '입춘'으로 데뷔했다.

## 활동
2019년 건국대학교 국어국문학과에 입학했다. 대학교 2학년 때 코로나19 범유행으로 인해 창원시에 있으면서 소셜 미디어로 알게된 음악회사 어센틱에 연락해 연습생으로 계약해 보컬과 MIDI 레슨을 받았다. 예명인 한로로는 수학 시간에 지수와 로그를 공부하다 친구들로부터 불리게 된 '한로그'라는 별명을 둥글둥글하게 바꿔보자는 의미에서 길 로(路)를 써서 '나만의 길을 찾아가자'라는 의미로 예명을 붙이게 되었다.
2022년 3월 싱글 '입춘'을 발표했다. 2022년 EBS 헬로 루키 콘테스트에 참가해 결선에 진출했다. 제20회 한국대중음악상에서 '올해의 신인' 후보에 올랐으며 '입춘' 또한 최우수 모던록 노래 부문 후보에 올랐다.
2023년 8월 첫 (EP) ‘이상비행’을 발표했다.
2024년 두 번째 EP인 "집"을 발표했으며, 해당 음반에 수록된 동명의 곡이 제22회 한국대중음악상 최우수 모던록 후보에 올랐다.

## 디스코그래피

### 싱글
- '입춘' (2022)

### 미니 앨범
- "이상비행" (2023)
- "집" (2024)

## 수상
| 상             | 연도 | 후보(작) | 부문                 | 결과 | 출처  |
| -------------- | ---- | -------- | -------------------- | ---- | ----- |
| 한국대중음악상 | 2023 | '입춘'   | 최우수 모던록 - 노래 | 후보 | [ 2 ] |
| 한국대중음악상 | 2023 | 본인     | 올해의 신인          | 후보 | [ 6 ] |
| 한국대중음악상 | 2025 | 'ㅈㅣㅂ' | 최우수 모던록 - 노래 | 후보 | [ 7 ] |